# Gomesa
Genre
Synonymes
- Alatiglossum Baptista[2] [3]
- Ampliglossum Campacci[2] [3]
- Anettea Szlach. & Mytnik[2]
- Baptistonia Barb. Rodr.[2] [3]
- Binotia Rolfe[2] [3]
- Brasilidium Campacci[2] [3]
- Campaccia Baptista, P.A.Harding & V.P.Castro[2]
- Carenidium Baptista[2] [3]
- Carria V. P. Castro & K. G. Lacerda[3]
- Carria V.P.Castro & K.G.Lacerda[2]
- Carriella V. P. Castro & K. G. Lacerda[3]
- Carriella V.P.Castro & K.G.Lacerda[2]
- Castroa Guiard[3]
- Concocidium Romowicz & Szlach.[3]
- Hellerorchis A. D. Hawkes[3]
- Kleberiella V. P. Castro & Cath.[3]
- Maturna Raf.[3]
- Menezesiella Chiron & V. P. Castro[3]
- Neoruschia Cath. & V. P. Castro[3]
- Ornithophora Barb. Rodr.[3]
- Rhinocerotidium Szlach.[3]
- Rhinocidium Baptista[3]
- Rodrigueziella Kuntze[3]
- Rodrigueziopsis Schltr.[3]
- Theodorea Barb. Rodr.[3]
- Waluewa Regel[3]

Gomesa est un genre de plantes de la famille des Orchidaceae. Ces sont des orchidées épiphytes originaires d'Amérique du Sud.
Ce genre a été créé en 1815 par le botaniste britannique Robert Brown (1773-1858). En 2009, les botanistes britanniques Mark Wayne Chase et Norris Hagan Williams on déplacé dans ce genre de nombreuses orchidées du genre Oncidium.

## Liste d'espèces
Selon World Checklist of Selected Plant Families (WCSP) (17 février 2017) :
- Gomesa adamantina (Marçal & Cath.) M.W.Chase & N.H.Williams (2009)
- Gomesa albinoi (Schltr.) M.W.Chase & N.H.Williams (2009)
- Gomesa alpina Porsch, Denkschr. Kaiserl. Akad. Wiss. (1908)
- Gomesa × amicta (Lindl.) M.W.Chase & N.H.Williams (2009)
- Gomesa barbaceniae (Lindl.) M.W.Chase & N.H.Williams (2009)
- Gomesa barbata (Lindl.) M.W.Chase & N.H.Williams (2009)
- Gomesa barkeri (Hook.) Rolfe (1901)
- Gomesa bicolor (Lindl.) M.W.Chase & N.H.Williams (2009)
- Gomesa bifolia (Sims) M.W.Chase & N.H.Williams (2009)
- Gomesa blanchetii (Rchb.f.) M.W.Chase & N.H.Williams (2009)
- Gomesa bohnkiana (V.P.Castro & G.F.Carr) M.W.Chase & N.H.Williams (2009)
- Gomesa brasiliensis (Rolfe) M.W.Chase & N.H.Williams, Orchid Rev. 117(1285 (2009)
- Gomesa brieniana (Rchb.f.) M.W.Chase & N.H.Williams (2009)
- Gomesa caldensis (Rchb.f.) M.W.Chase & N.H.Williams (2009)
- Gomesa calimaniana (Guiard) M.W.Chase & N.H.Williams (2009)
- Gomesa calimaniorum (V.P.Castro & G.F.Carr) J.M.H.Shaw, Orchid Rev. 122(1305 (2014)
- Gomesa carlosregentii Lückel (2010)
- Gomesa chapadensis (V.P.Castro & Campacci) M.W.Chase & N.H.Williams (2009)
- Gomesa chrysoptera (Lindl.) M.W.Chase & N.H.Williams (2009)
- Gomesa chrysopterantha (Lückel) M.W.Chase & N.H.Williams (2009)
- Gomesa ciliata (Lindl.) M.W.Chase & N.H.Williams (2009)
- Gomesa cogniauxiana (Schltr.) M.W.Chase & N.H.Williams (2009)
- Gomesa × colnagoi (Pabst) M.W.Chase & N.H.Williams (2009)
- Gomesa colorata (Königer & J.G.Weinm.) M.W.Chase & N.H.Williams (2009)
- Gomesa concolor (Hook.) M.W.Chase & N.H.Williams (2009)
- Gomesa cornigera (Lindl.) M.W.Chase & N.H.Williams (2009)
- Gomesa crispa (Lindl.) Klotzsch ex Rchb.f. (1852)
- Gomesa croesus (Rchb.f.) M.W.Chase & N.H.Williams (2009)
- Gomesa cruciata (Rchb.f.) M.W.Chase & N.H.Williams (2009)
- Gomesa culuenensis (Docha Neto & Benelli) Lückel (2010)
- Gomesa cuneata (Scheidw.) M.W.Chase & N.H.Williams (2009)
- Gomesa damacenoi (Chiron & V.P.Castro) M.W.Chase & N.H.Williams (2009)
- Gomesa dasytyle (Rchb.f.) M.W.Chase & N.H.Williams (2009)
- Gomesa diamantinensis (V.P.Castro) J.M.H.Shaw, Orchid Rev. 122(1305 (2014)
- Gomesa discifera (Lindl.) M.W.Chase & N.H.Williams (2009)
- Gomesa divaricata Hoffmanns., Verz. Orchid. (1844)
- Gomesa doeringii (Hoehne) Pabst (1967)
- Gomesa doniana (Bateman ex W.H.Baxter) M.W.Chase & N.H.Williams (2009)
- Gomesa duseniana Kraenzl. (1921)
- Gomesa echinata (Barb.Rodr.) M.W.Chase & N.H.Williams (2009)
- Gomesa edmundoi (Pabst) M.W.Chase & N.H.Williams (2009)
- Gomesa eleutherosepala (Barb.Rodr.) M.W.Chase & N.H.Williams (2009)
- Gomesa emiliana H.Barbosa (1920)
- Gomesa emilii (Schltr.) M.W.Chase & N.H.Williams (2009)
- Gomesa fischeri Regel, Index Seminum (LE (1856)
- Gomesa flexuosa (G.Lodd.) M.W.Chase & N.H.Williams (2009)
- Gomesa foliosa (Hook.) Klotzsch ex Rchb.f. (1852)
- Gomesa forbesii (Hook.) M.W.Chase & N.H.Williams (2009)
- Gomesa fuscans (Rchb.f.) M.W.Chase & N.H.Williams (2009)
- Gomesa fuscopetala (Hoehne) M.W.Chase & N.H.Williams (2009)
- Gomesa gardneri (Lindl.) M.W.Chase & N.H.Williams (2009)
- Gomesa gilva (Vell.) M.W.Chase & N.H.Williams (2009)
- Gomesa glaziovii Cogn. (1905)
- Gomesa gomezoides (Barb.Rodr.) Pabst (1967)
- Gomesa gracilis (Lindl.) M.W.Chase & N.H.Williams (2009)
- Gomesa gravesiana (Rolfe) M.W.Chase & N.H.Williams (2009)
- Gomesa gutfreundiana (Chiron & V.P.Castro) M.W.Chase & N.H.Williams (2009)
- Gomesa handroi (Hoehne) Pabst (1967)
- Gomesa herzogii (Schltr.) Lückel (2010)
- Gomesa hookeri (Rolfe) M.W.Chase & N.H.Williams (2009)
- Gomesa hydrophila (Barb.Rodr.) M.W.Chase & N.H.Williams (2009)
- Gomesa imperatoris-maximiliani (Rchb.f.) M.W.Chase & N.H.Williams (2009)
- Gomesa insignis (Rolfe) M.W.Chase & N.H.Williams (2009)
- Gomesa isoptera (Lindl.) M.W.Chase & N.H.Williams (2009)
- Gomesa itapetingensis (V.P.Castro & Chiron) M.W.Chase & N.H.Williams (2009)
- Gomesa jucunda (Rchb.f.) M.W.Chase & N.H.Williams (2009)
- Gomesa kautskyi (Pabst) M.W.Chase & N.H.Williams (2009)
- Gomesa laxiflora (Lindl.) Klotzsch ex Rchb.f. (1852)
- Gomesa leinigii (Pabst) M.W.Chase & N.H.Williams (2009)
- Gomesa lietzei (Regel) M.W.Chase & N.H.Williams (2009)
- Gomesa × lita (Rchb.f.) M.W.Chase & N.H.Williams (2009)
- Gomesa loefgrenii (Cogn.) M.W.Chase & N.H.Williams (2009)
- Gomesa longicornu (Mutel) M.W.Chase & N.H.Williams (2009)
- Gomesa longipes (Lindl.) M.W.Chase & N.H.Williams (2009)
- Gomesa macronyx (Rchb.f.) M.W.Chase & N.H.Williams (2009)
- Gomesa macropetala (Lindl.) M.W.Chase & N.H.Williams (2009)
- Gomesa majevskyae (Toscano & V.P.Castro) M.W.Chase & N.H.Williams (2009)
- Gomesa mantiqueirensis (Campacci) J.M.H.Shaw, Orchid Rev. 122(1305 (2014)
- Gomesa marshalliana (Rchb.f.) M.W.Chase & N.H.Williams (2009)
- Gomesa martiana (Lindl.) M.W.Chase & N.H.Williams (2009)
- Gomesa messmeriana (Campacci) Laitano (2010)
- Gomesa microphyta (Barb.Rodr.) M.W.Chase & N.H.Williams (2009)
- Gomesa micropogon (Rchb.f.) M.W.Chase & N.H.Williams (2009)
- Gomesa montana (Barb.Rodr.) M.W.Chase & N.H.Williams (2009)
- Gomesa neoparanaensis M.W.Chase & N.H.Williams (2009)
- Gomesa nitida (Barb.Rodr.) M.W.Chase & N.H.Williams (2009)
- Gomesa novaesae (Ruschi) Fraga & A.P.Fontana (2011)
- Gomesa ouricanensis (V.P.Castro & Campacci) M.W.Chase & N.H.Williams (2009)
- Gomesa pabstii (Campacci & C.Espejo) M.W.Chase & N.H.Williams (2009)
- Gomesa paranaensis Kraenzl., Kongl. Svenska Vetensk. Acad. Handl., n.s. (1911)
- Gomesa paranapiacabensis (Hoehne) M.W.Chase & N.H.Williams (2009)
- Gomesa paranensoides M.W.Chase & N.H.Williams (2009)
- Gomesa pardoglossa (Rchb.f.) M.W.Chase & N.H.Williams (2009)
- Gomesa pectoralis (Lindl.) M.W.Chase & N.H.Williams (2009)
- Gomesa petropolitana (Pabst) M.W.Chase & N.H.Williams (2009)
- Gomesa planifolia (Lindl.) Klotzsch ex Rchb.f. (1852)
- Gomesa praetexta (Rchb.f.) M.W.Chase & N.H.Williams (2009)
- Gomesa pubes (Lindl.) M.W.Chase & N.H.Williams (2009)
- Gomesa pulchella (Regel) M.W.Chase & N.H.Williams (2009)
- Gomesa radicans (Rchb.f.) M.W.Chase & N.H.Williams (2009)
- Gomesa ramosa (Lindl.) M.W.Chase & N.H.Williams (2009)
- Gomesa ranifera (Lindl.) M.W.Chase & N.H.Williams (2009)
- Gomesa recurva R.Br. (1815)
- Gomesa reducta (Kraenzl.) M.W.Chase & N.H.Williams (2009)
- Gomesa reichertii (L.C.Menezes & V.P.Castro) M.W.Chase & N.H.Williams (2009)
- Gomesa riograndensis (Cogn.) M.W.Chase & N.H.Williams (2009)
- Gomesa riviereana (Wibier) M.W.Chase & N.H.Williams (2009)
- Gomesa × roczonii (Leinig) Meneguzzo (2014)
- Gomesa rupestris (Docha Neto) Lückel (2010)
- Gomesa salesopolitana (V.P.Castro & Chiron) M.W.Chase & N.H.Williams (2009)
- Gomesa sarcodes (Lindl.) M.W.Chase & N.H.Williams (2009)
- Gomesa × scullyi (Pabst & A.F.Mello) M.W.Chase & N.H.Williams (2009)
- Gomesa sellowii (Cogn.) M.W.Chase & N.H.Williams (2009)
- Gomesa sessilis Barb.Rodr. (1877)
- Gomesa silvana (V.P.Castro & Campacci) M.W.Chase & N.H.Williams (2009)
- Gomesa sincorana (Campacci & Cath.) M.W.Chase & N.H.Williams (2009)
- Gomesa spiloptera (Lindl.) M.W.Chase & N.H.Williams (2009)
- Gomesa × stanleyi (Rolfe) J.M.H.Shaw, Orchid Rev. 122(1305 (2014)
- Gomesa tapiraiensis (Campacci) J.M.H.Shaw, Orchid Rev. 122(1305 (2014)
- Gomesa × terassaniana (Campacci) J.M.H.Shaw (2011)
- Gomesa uhlii (Chiron & V.P.Castro) M.W.Chase & N.H.Williams (2009)
- Gomesa uniflora (Booth ex Lindl.) M.W.Chase & N.H.Williams (2009)
- Gomesa varicosa (Lindl.) M.W.Chase & N.H.Williams (2009)
- Gomesa vasconcelosiana (Campacci) J.M.H.Shaw, Orchid Rev. 122(1305 (2014)
- Gomesa velteniana (V.P.Castro & Chiron) M.W.Chase & N.H.Williams (2009)
- Gomesa venusta (Drapiez) M.W.Chase & N.H.Williams (2009)
- Gomesa viperina (Lindl.) M.W.Chase & N.H.Williams (2009)
- Gomesa warmingii (Rchb.f.) M.W.Chase & N.H.Williams (2009)
- Gomesa welteri (Pabst) M.W.Chase & N.H.Williams (2009)
- Gomesa widgrenii (Lindl.) M.W.Chase & N.H.Williams (2009)
- Gomesa williamsii (Schltr.) M.W.Chase & N.H.Williams (2009)